# Belleu
Belleu település Franciaországban, Aisne megyében. Lakosainak száma 3624 fő (2022. január 1.). Belleu Billy-sur-Aisne, Courmelles, Septmonts, Soissons és Bernoy-le-Château községekkel határos.

## Népesség
A település népességének változása:
| Lakosok száma | 3558 | 4263 | 4083 | 3969 | 3861 | 3780 | 3810 | 3832 | 3762 | 3624 |
|               | 1968 | 1982 | 1990 | 2006 | 2013 | 2015 | 2017 | 2019 | 2020 | 2022 |